# Zaluzianskya pumila
Zaluzianskya pumila är en flenörtsväxtart som först beskrevs av George Bentham, och fick sitt nu gällande namn av Wilhelm Gerhard Walpers. Zaluzianskya pumila ingår i släktet Zaluzianskya och familjen flenörtsväxter. Inga underarter finns listade i Catalogue of Life.